# Plutonium(II)-hydrid
Plutonium(II)-hydrid, PuH2 ist eine chemische Verbindung des Plutoniums mit Wasserstoff. Die Verbindung gehört zur Gruppe der Plutoniumhydride.

## Gewinnung und Darstellung
Plutonium und Wasserstoff können zwischen 100 und 200 °C direkt miteinander reagieren. Das Reaktionsprodukt ist dann Plutonium(II)-hydrid.
{\displaystyle \mathrm {Pu+H_{2}\ {\xrightarrow {100-200\,{}^{\circ }C}}\ PuH_{2}} }

## Eigenschaften
Es ist extrem reaktiv gegenüber Sauerstoff und Wasser und kann spontan an der Luft explodieren. Plutonium(II)-hydrid kann auch mit Stickstoff und Kohlenstoffdioxid reagieren, wobei diese Reaktionen aber langsam verlaufen. Die Verbindung besitzt eine hexagonale Kristallstruktur und gehört zu den nichtstöchiometrische Verbindungen.